# Linda Motlhalo
Linda Motlhalo (1 de julho de 1998) é uma futebolista profissional sul-africana que atua como meia.

## Carreira
Linda Motlhalo fez parte do elenco da Seleção Sul-Africana de Futebol Feminino, nas Olimpíadas de 2016. 